# Pseudosmittia aizaiensis
Pseudosmittia aizaiensis är en tvåvingeart som beskrevs av Wang 1991. Pseudosmittia aizaiensis ingår i släktet Pseudosmittia och familjen fjädermyggor. Inga underarter finns listade i Catalogue of Life.